# Rio Rancho
La ville de Rio Rancho est située dans le Nouveau-Mexique, aux États-Unis, dans l’agglomération d’Albuquerque. C’est la plus grande ville du comté de Sandoval. En 2006, sa population s’élevait à 71 607 habitants.

## Source
- (en) Cet article est partiellement ou en totalité issu de l’article de Wikipédia en anglais intitulé « Rio Rancho, New Mexico » (voir la liste des auteurs).